# Batman - Tarzan : Les Griffes de Catwoman
Batman - Tarzan : Les Griffes de Catwoman (Batman - Tarzan: Claws of the Cat-Woman) est un comics américain de Batman réalisé par Ron Marz et Igor Kordey et copublié par DC Comics et Dark Horse Comics.

## Synopsis
La mystérieuse Catwoman recherche l'aide de Batman et Tarzan pour lutter contre un criminel qui veut s'emparer d'un objet antique dans une cité abandonnée. 

## Personnages
- Batman/Bruce Wayne
- Tarzan
- Catwoman

## Publications
- 1999 : Batman - Tarzan: Claws of the Cat-Woman #1-4 (DC Comics et Dark Horse Comics)
- 2005 : Batman - Tarzan : Les Griffes de Cat-Woman (Wetta WorldWide) : première édition en 4 volumes
- 2005 : Batman - Tarzan : Les Griffes de Cat-Woman (Wetta WorldWide) : réédition en 1 volume